# Philippa Gregory
Œuvres principales
- Deux Sœurs pour un roi (en) (2001)
- La Reine clandestine (en) (2009)

Philippa Gregory, née le 9 janvier 1954, est une historienne, écrivaine britannique associée au genre de la fiction historique. Elle est particulièrement connue pour son roman The Other Boleyn Girl (en) (2001), dont est inspiré le film Deux Sœurs pour un roi (2008) ; ainsi que pour ses œuvres The White Queen (en), The Red Queen (en) et The Kingmaker’s Daughter (en), dont est inspirée la série télévisée de la BBC The White Queen.
Certains de ses ouvrages ont été traduits en français (cf. bibliographie) et sont publiés aux éditions Hauteville.

## Carrière

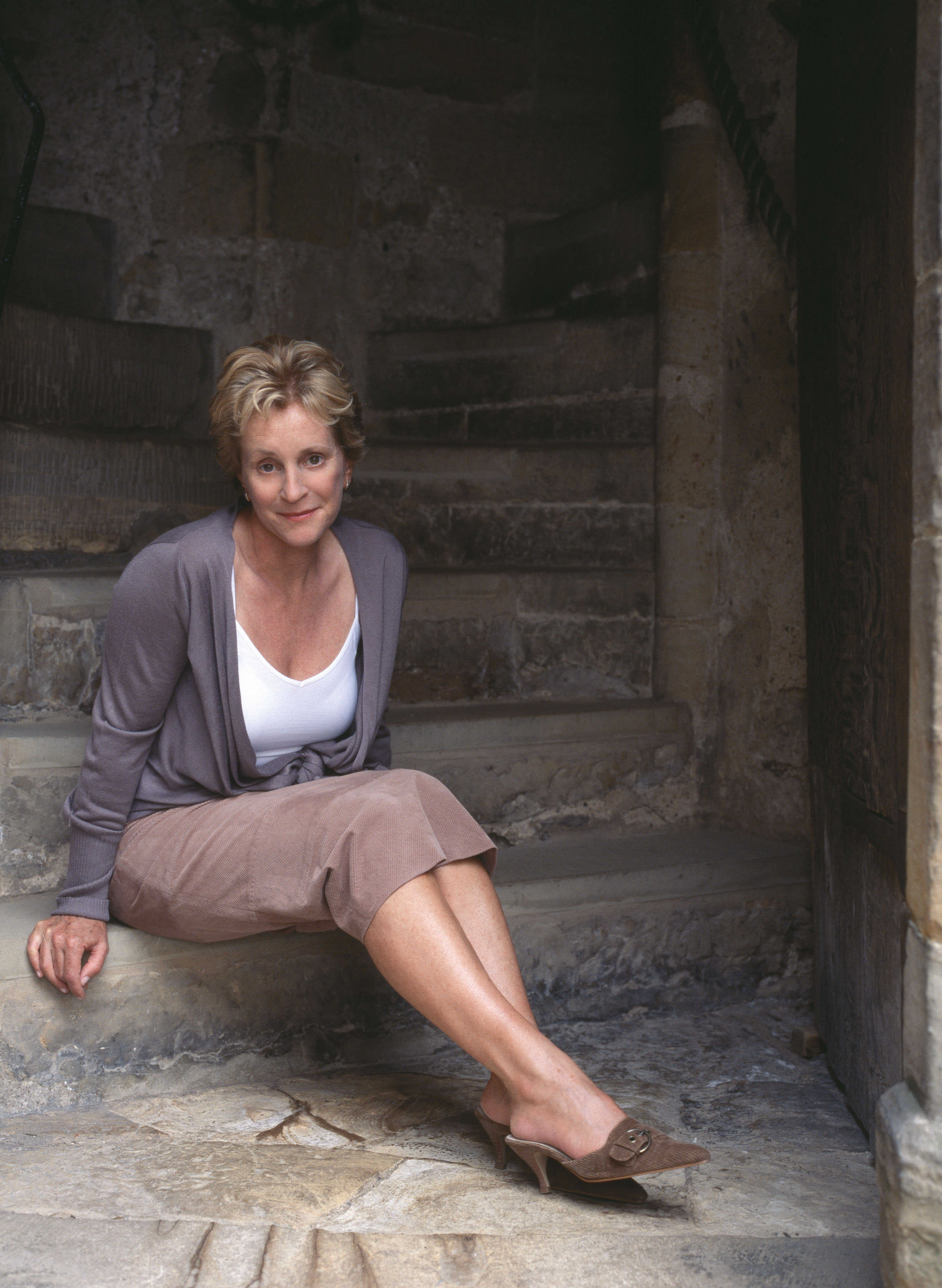
Philippa Gregory

Gregory est nommée professeur émérite de l’université Kingston en 1994,.

## Bibliographie partielle

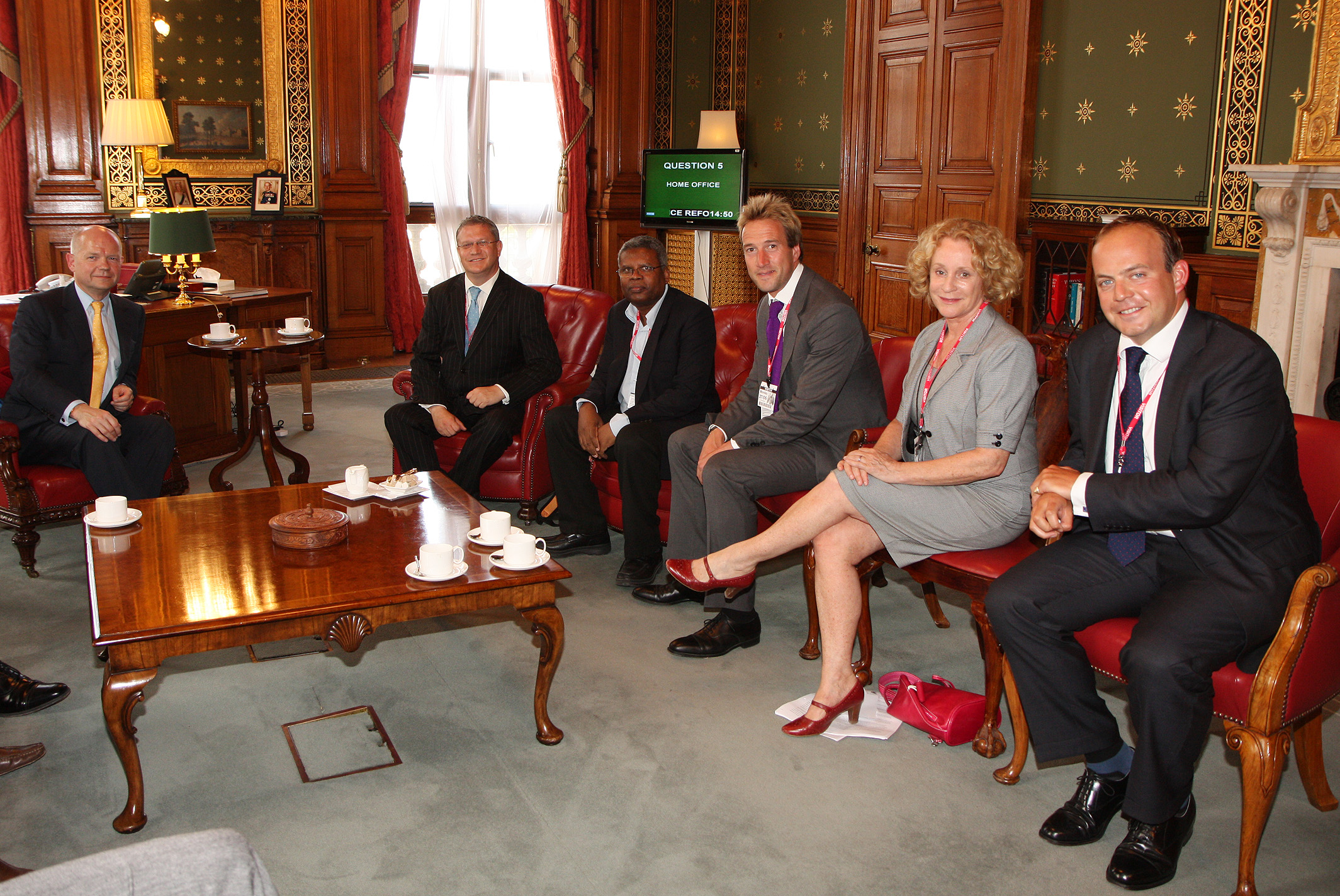
Le secrétaire aux Affaires étrangères, William Hague, discute du Territoire britannique de l'océan Indien avec le député Andrew Rosindell, Ben Fogle, Philippa Gregory, Roach Evenor et Marcus Booth (27 juin 2011).